# نبيذ، امرأة وأغنية (فلم)
نبيذ، امرأة وأغنية هو فيلم درامي أمريكي عام 1933 أخرجه هربرت برينون مقتبس من مسرحيه للكاتب ليون دي أوسو، وبطولة ليليان تاشمان وليو كودي ومارجوري رينولدز، تدور أحداث الفيلم حول سيدة كورس مسنة ستفعل أي شيء من أجل الحصول على دورًا رائدًا في مسرحية موسيقية في برودواي.

## ملخص الفيلم
قصة سيدة الكورس المسنة فرانكي أرنيت، التي ستفعل أي شيء من أجل شهرتها، وعدت فرانكي أرنيت التي كانت طموحة للغاية أنه إذا تم منحها دورًا رائدًا في مسرحية موسيقية في برودواي، فستسمح للمنتج البارز مورغان أندروز بالتقرب إلى ابنتها مارلين. لكن مارلين تحب الشاب راي جويس ولا تريد أي جزء من ترتيبات والدتها المسنة. لكن جريمة قتل وانتحار غريبة، مع وجود سم نادر كسلاح رئيسي تظهر بشكل بارز في ذروتها وراء الكواليس.

## فريق التمثيل
- ليليان تاشمان في دور فرانكي أرنيت
- ليو كودي في دور مورغان أندروز
- مارجوري رينولدز في دور مارلين أرنيت
- ماتي كيمب في دور راي جويس
- بول جريجوري في دور دون
- جيرترود أستور في دور جيني تيلسون
- بوب أرنست في دور إيموجين
- استير موير في دور اسكيمو
- جيسي دي فورسكا في دور إيرفينغ
- بوبي واتسون في دور لورانس

## روابط خارجية
- نبيذ، امرأة وأغنية  في قاعدة بيانات الأفلام على الإنترنت (بالإنجليزية)